# Salzedas
Salzedas est une paroisse civile portugaise (en portugais : freguesia) de la municipalité de Tarouca dans le district de Viseu.

## Géographie
Salzedas est située au nord de la municipalité de Tarouca. Elle est limitrophe des municipalités d'Armamar et Lamego.

## Démographie
Lors du recensement de 2021, Salzedas compte 651 habitants.